# 메사르스키 다리

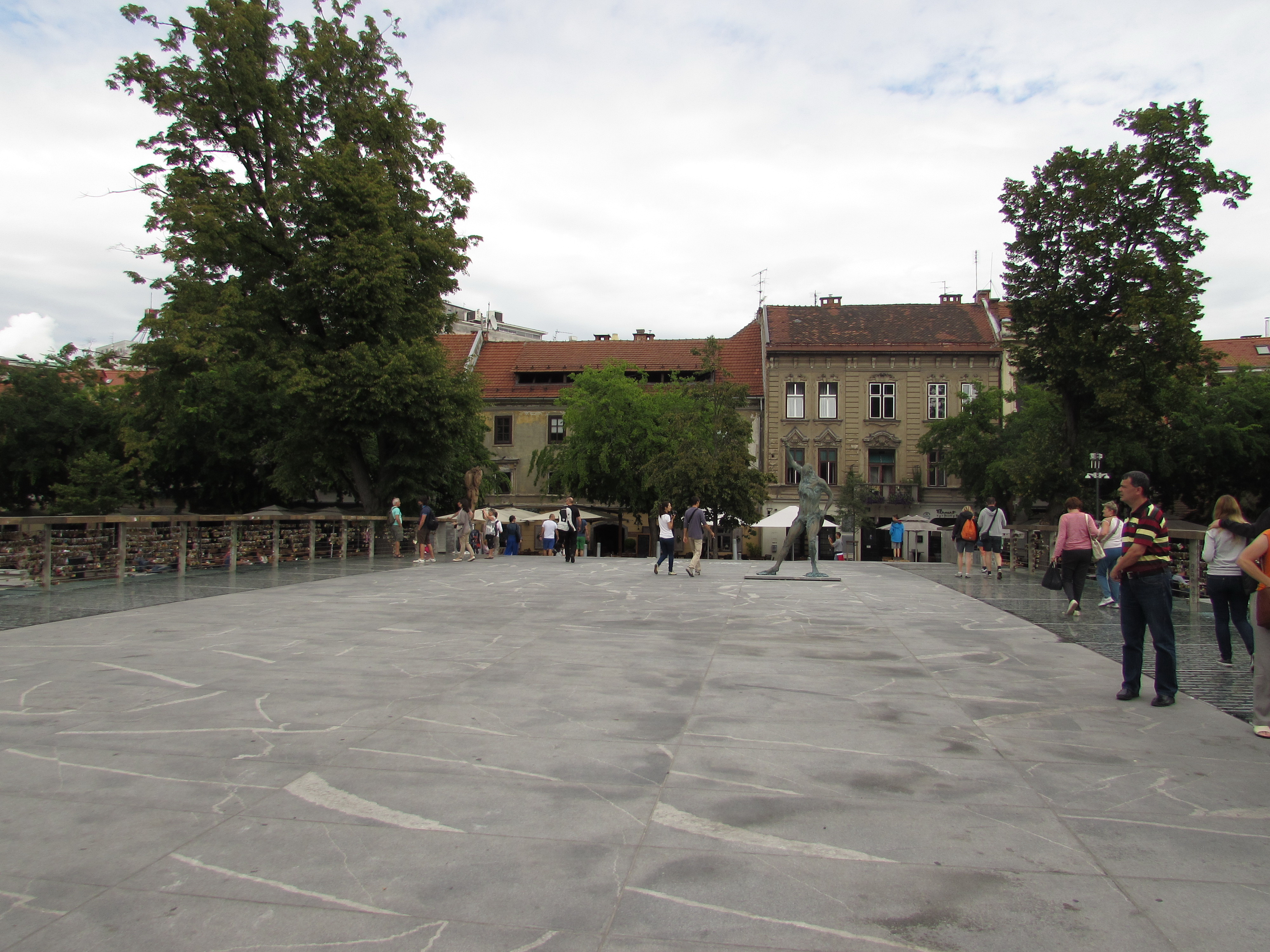
메사르스키 다리 (2014년)

메사르스키 다리(슬로베니아어: Mesarski Most)는 슬로베니아 류블랴나에 있는 인도교로, 류블랴니차강을 건넌다. 류블랴나 중앙시장과 페트코프셰크 제방을 열결한다. 2009년 11월부터 2010년 7월까지 지어졌으며 2010년 7월 10일에 공식적으로 개통되었다. 다리 위의 가장 큰 조각품은 고대 그리스와 기독교/유대교 신화의 인물을 표현하고 있다.